# Marckolsheim
Marckolsheim (auf Mundart Markelse, deutsch Markolsheim) ist eine französische Gemeinde mit 4309 Einwohnern (Stand 1. Januar 2021) im Département Bas-Rhin in der Region Grand Est (bis 2015 Elsass). Sie gehört zum Kanton Sélestat im Arrondissement Sélestat-Erstein und ist Mitglied sowie Sitz des 2012 gegründeten Gemeindeverbandes Ried de Marckolsheim.

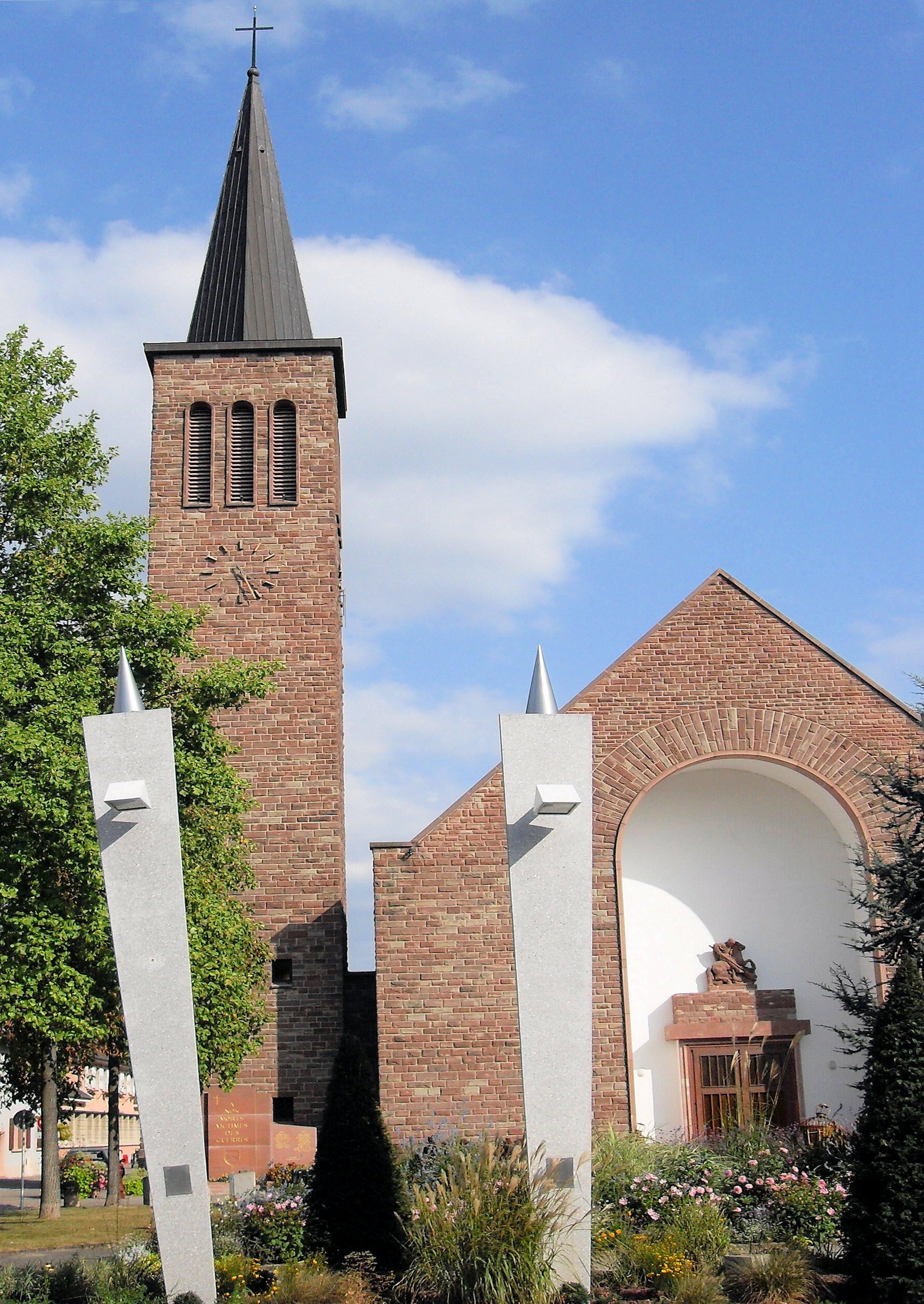
Kirche St. Georg

## Geografie
Marckolsheim liegt im Süden der Landschaft Grand Ried. Die Entfernung zum östlich gelegenen Rhein, der hier die Grenze zu Deutschland bildet, beträgt sechs Kilometer, nach Colmar im Südwesten sind es 22 km, nach Straßburg im Norden 50 km. Marckolsheim ist die südlichste Gemeinde des Départements Bas-Rhin. An ihrem Westrand verläuft der Rhein-Rhône-Kanal.
Nachbargemeinden von Marckolsheim sind Mackenheim im Norden. Sasbach am Kaiserstuhl (Deutschland) im Osten, Artzenheim im Süden, Jebsheim und Grussenheim im Südwesten, Elsenheim im Westen sowie Ohnenheim im Nordwesten.

## Geschichte
Die Geschichte Marckolsheims ist eng mit der Geschichte des Elsass verbunden. Von "Marcolfesheim" lesen wir erstmals im Güterverzeichnis des hessischen Klosters Lorsch, dem Lorscher Codex. In der Ausgabe der Universität Heidelberg ist dieser Eintrag (CL III 3658) des schon 764 gegründeten Klosters nicht datiert. Die Datenbank "Regnum Francorum online" datiert ihn auf das Jahr 900. Ein gesichertes Jahr der urkundlichen Ersterwähnung gibt es hier nicht. Nach der französischen Geschichtsschreibung gehörte Marckolsheim 1294 dem Bischof von Straßburg. 1299 erhielt der Ort vom römisch-deutschen König Albrecht I. das Stadtrecht verliehen. Im Lauf des 14. Jahrhunderts wurde die junge Stadt befestigt. Diese Anlagen wurden zum Teil während des Dreißigjährigen Kriegs (1618–1648) wieder zerstört. Die Bevölkerung hatte in dieser Zeit unter Verwüstungen und Plünderungen zu leiden und verfiel großenteils in Armut. 1680 wurde die Vogtei Markolsheim von Frankreich annektiert.
Im 19. Jahrhundert gab es einen wirtschaftlichen Aufschwung. Nach dem Deutsch-Französischen Krieg von 1870/71 wurde Markolsheim Teil des deutschen Reichlands Elsass-Lothringen. Damals war Markolsheim Kantonshauptstadt im deutschen Bezirk Unterelsaß. 1904 zählte es 2186 Einwohner. Viele Bewohner nutzten die Option französische Staatsbürger zu bleiben und wanderten in andere Regionen Frankreichs aus. Während seiner Zugehörigkeit zum Deutschen Reich erhielt Markolsheim Elektrizität und Telefon sowie einen Eisenbahnanschluss (Verbindung Colmar - Straßburg). Es gab „eine katholische Kirche, Synagoge, Amtsgericht, Weberei, Zigarren- und Töpferwarenfabrikation.“ 1918 wurde Marckolsheim nach der deutschen Niederlage im Ersten Weltkrieg wieder französisch.
Der Zweite Weltkrieg zog den grenznahen Ort stark in Mitleidenschaft. Die Bevölkerung wurde im September 1939 nach Le Bugue in das südwestfranzösische Département Dordogne evakuiert. Im Juni 1940 wurde der Ort von deutschen Kampfflugzeugen bombardiert und zu 80 % zerstört. Dabei ging auch die Kirche St. Georg in Flammen auf. Im Oktober 1940 kehrte die Bevölkerung zurück und wurde von den Deutschen in einem Barackenlager untergebracht. Nach dem Krieg begann man mit dem Wiederaufbau des Ortes. Die Kirche wurde 1961 neu errichtet.
Marckolsheim wurde 1974/75 auch bekannt durch den Kampf der badisch-elsässischen Bürgerinitiativen gegen die Errichtung eines Bleichemiewerks. Die damalige Besetzung des geplanten Bauplatzes gehörte zu den Anfängen der Umweltbewegung.
| Jahr          | 1962 | 1968 | 1975 | 1982 | 1990 | 1999 | 2009 | 2013 |
| ------------- | ---- | ---- | ---- | ---- | ---- | ---- | ---- | ---- |
| Einwohner     | 2029 | 3328 | 2779 | 3124 | 3306 | 3616 | 4242 | 4177 |
| Quelle: INSEE |      |      |      |      |      |      |      |      |

## Sehenswürdigkeiten

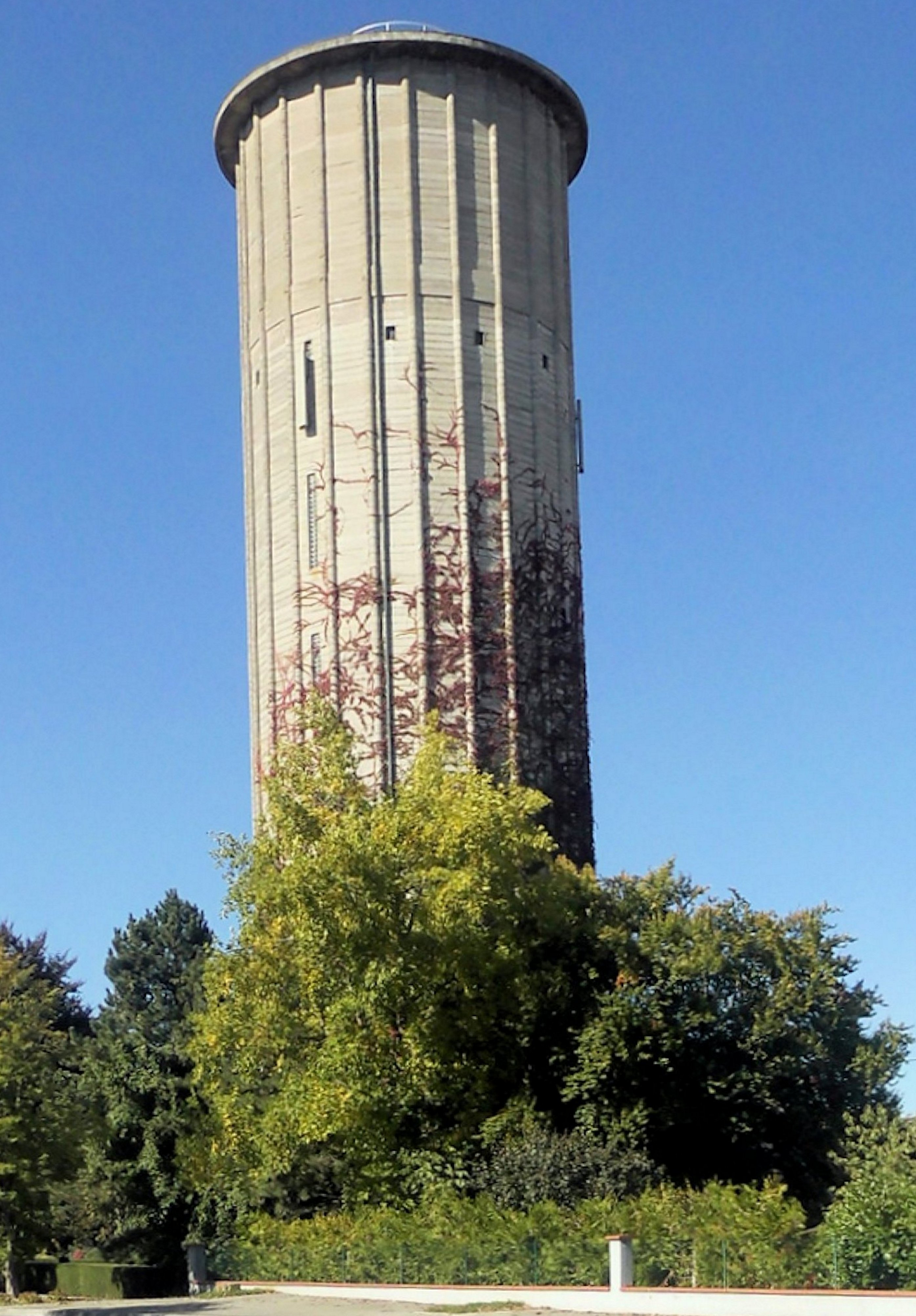
Wasserturm

### Casemate de Marckolsheim Sud
Die Bunkeranlage im Osten der Stadt ist ein Teil der 1930 bis 1940 gebauten Maginot-Linie, heute Museum. Das Mémorial-Musée de la Ligne Maginot liegt im Süden der Stadt. Das Museum nutzt die erhaltenen Kasematten 35/3 der Maginot-Linie für seine Ausstellung, die auch Panzer und Geschütze umfasst. (Lage)

Bilder von Ausstellungsstücken
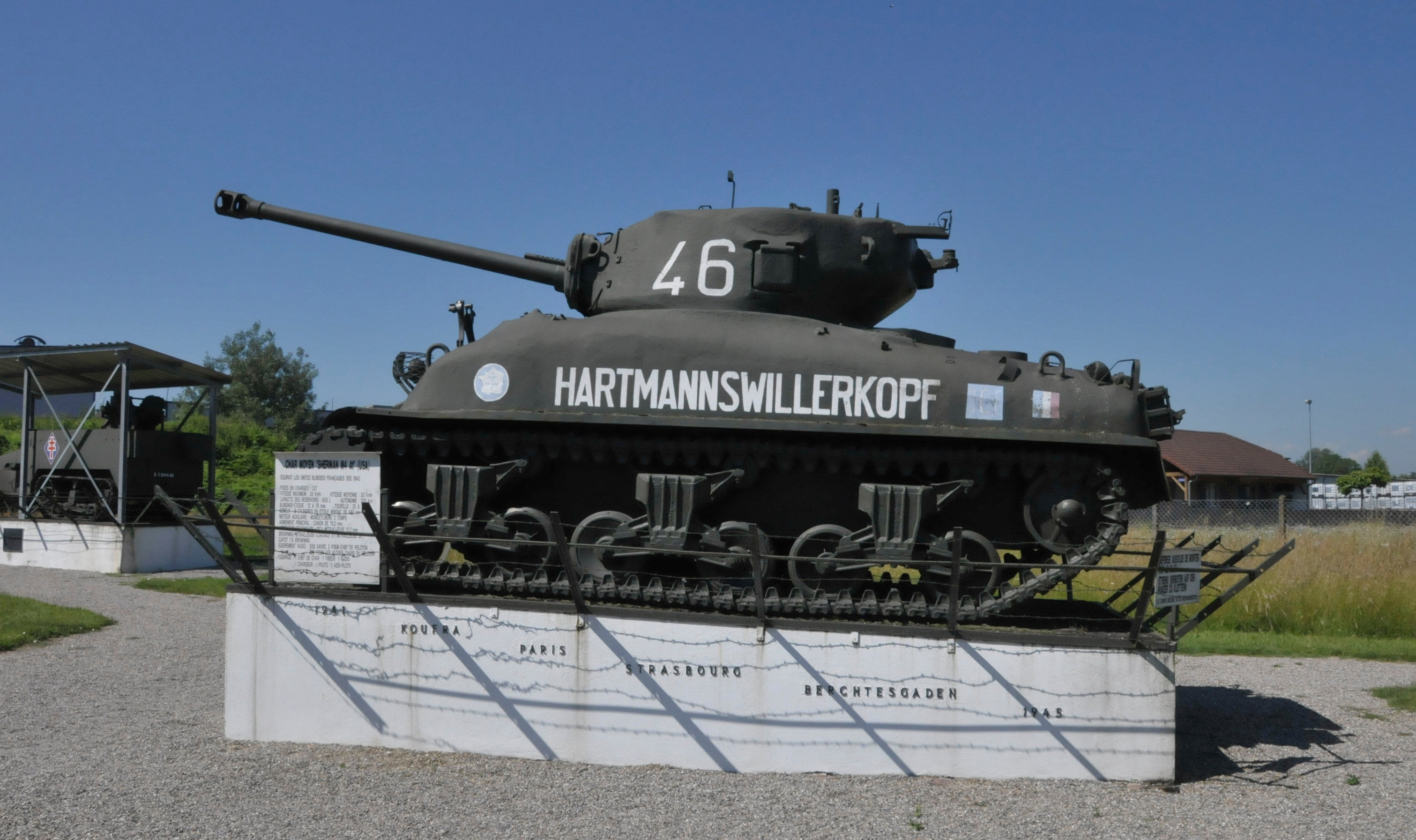
Panzer M4 Sherman der französischen Armee: Die Aufschrift erinnert an die Kämpfe am Hartmannswillerkopf im Ersten Weltkrieg
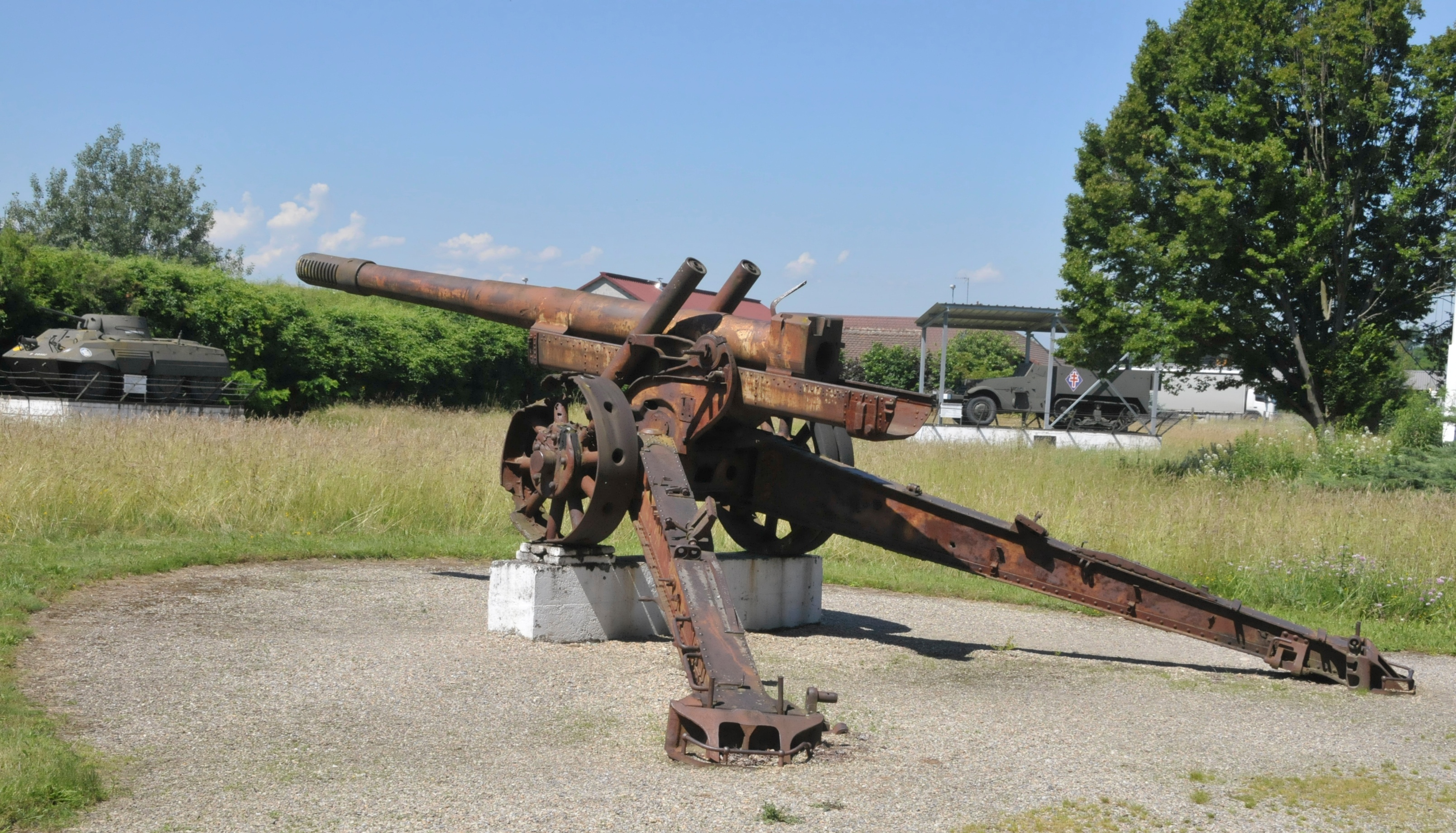
Deutsche 15-cm-schwere Feldhaubitze 18
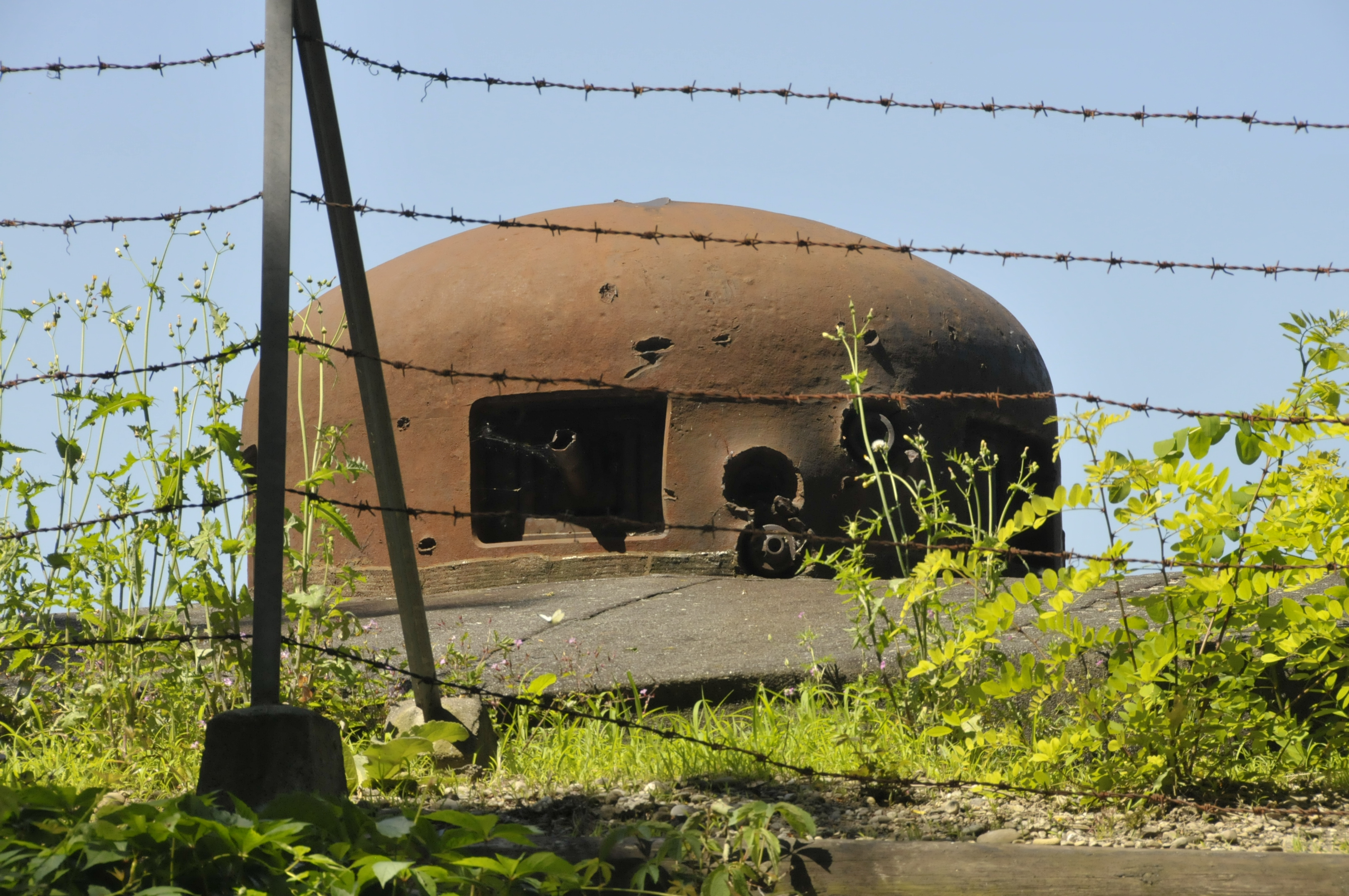
Geschützturm
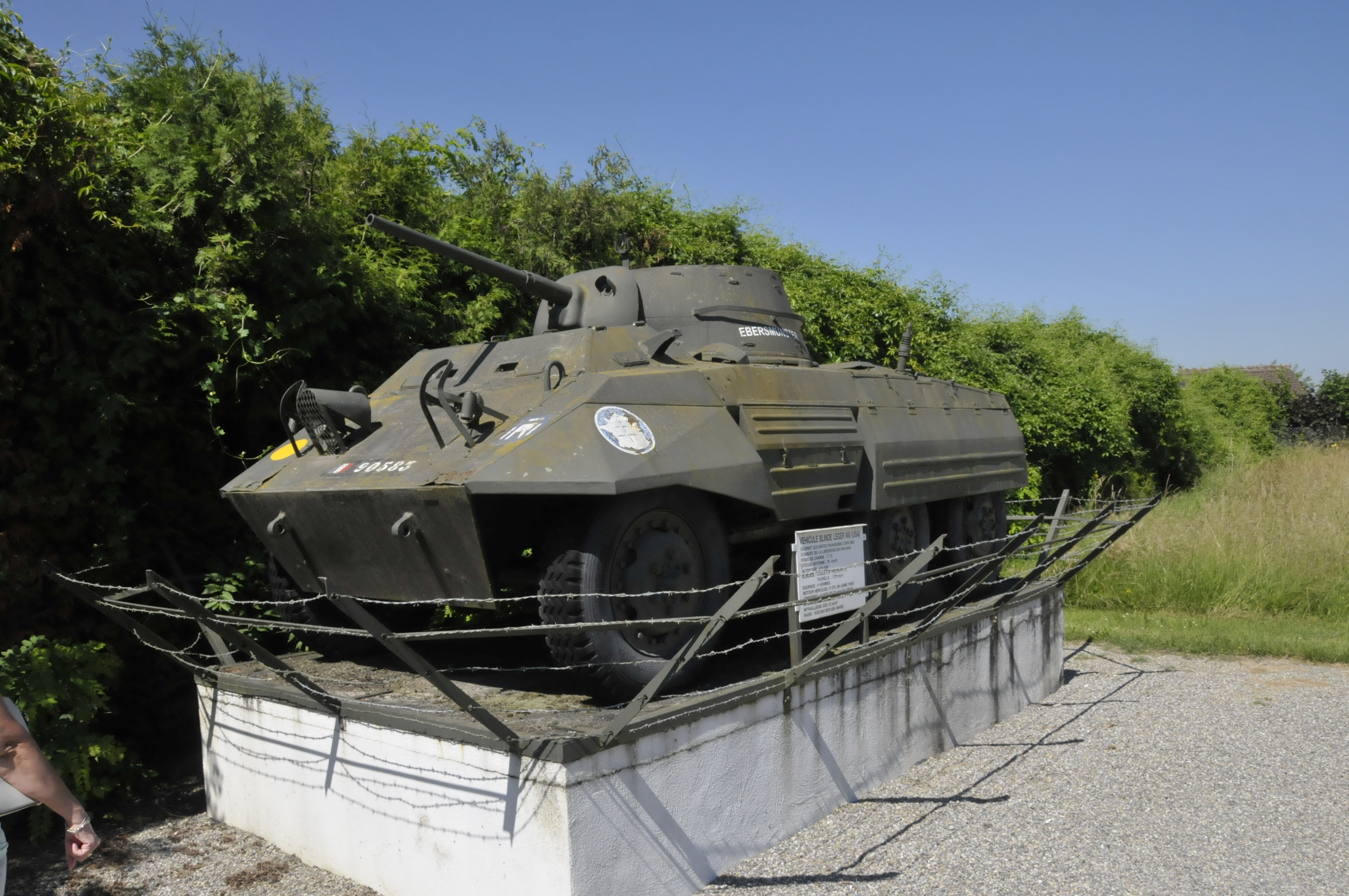
Spähpanzer M8 Greyhound der französischen Armee
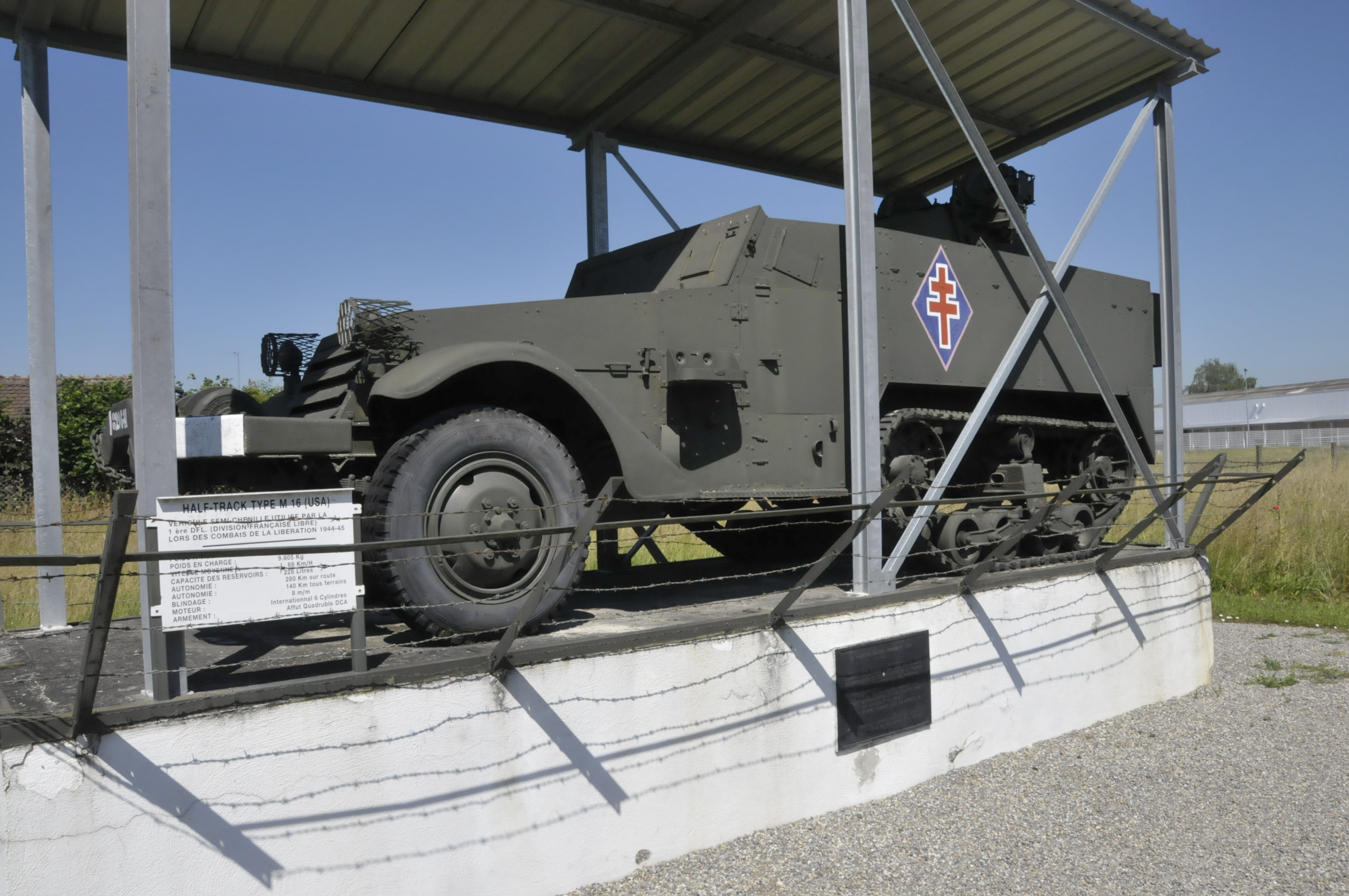
Halbkettenfahrzeug M 16 der französischen Armee

### Kapelle Saint-Grégoire
Diese Kapelle mit wiederhergestellten Fresken aus dem 13. Jahrhundert führt ein verborgenes Dasein. (Lage)
Im Weiler Mauchen, im Süden von Marckolsheim, befindet sich die Chapelle Saint-Grégoire ("Kapelle St.-Gregor"). Im 10. Jahrhundert soll hier bereits ein Kultort gewesen sein. Die Kapelle wurde 1246, am Ende der romanischen Epoche, errichtet und ist die einzige Spur vom Dorf Mauchenheim, dessen erste Erwähnung auf das Jahr 777 datiert. Zur Zeit der Erbauung der Kapelle hat sich hier eine Adelsfamilie von Mauchenheim niedergelassen.
Zwischen 1200 und 1300 verschwand das 200 bis 250 Seelen zählende Dorf infolge von Plünderungen, Überfällen, Überschwemmungen des Rheins und Pestepidemien. Über dem Eingangsportal der Kapelle ist eine Wiederherstellung der Fresken aus dem 13. Jahrhundert zu sehen, die wohl auf die Ursprungszeit der Kapelle und die Familie von Mauchenheim zurückgehen.
Zu Zeiten des Dreißigjährigen Kriegs wurde die Kapelle zerstört. Die Stadt Marckolsheim übernahm die Kosten für eine Wiederherstellung Mitte des 18. Jahrhunderts. Wenig später wurde die kleine Kirche ein Kultort bis 1850. Die katholischen Gemeinden der Umgebung unternahmen hierher Prozessionen an den Festtagen des Hl. Gregor und Hl. Markus. Erneut verlassen, diente die Kapelle als Scheune, Kuhstall und Wohnung. Während der beiden Weltkriege war sie Fluchtstätte und wurde am 15. August 1970, nach einer Restaurierung, ihrem kultischen Zweck wieder zugeführt.
Von außen stellt man eine zeitgemäße Ost-West-Ausrichtung des Gebäudes fest. Zwei Dinge sind deutlich auszumachen: Die Bedachung und die Fenster des Schiffes datieren aus dem Jahre 1740, dem Jahr der Renovierung durch die Stadt Marckolsheim. Der kleine Glockenturm aus rotem Sandstein stammt aus dem 17. Jahrhundert, ist also älter.
Betritt man heute die Kapelle, fällt einem die Schmucklosigkeit auf. Die Fresken aus dem 18. Jahrhundert, die weitgehend Opfer des Zweiten Weltkriegs wurden, bezeugten, dass es nicht immer so war. Die Fresken waren zweigeteilt: Über der Eingangstür stellten sie einen Teile der Schöpfungsgeschichte dar; der zweite Teil, vermutlich vom Ende des Mittelalters, stellt die 12 Apostel dar. Nur die Erstgenannten sind dank einer Sicherungsverwahrung im Jahre 1907 erhalten.

Bilder der Kapelle
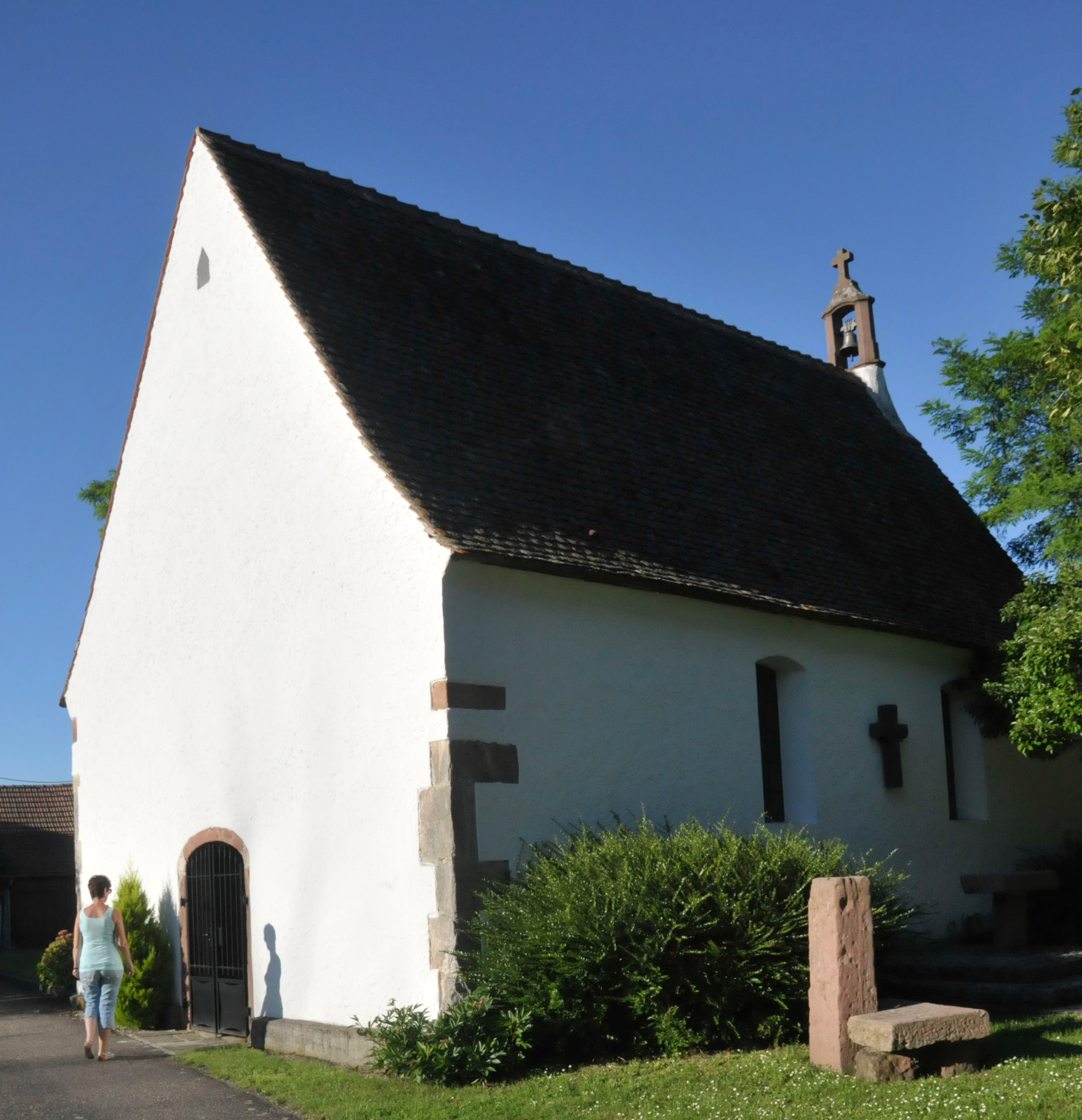
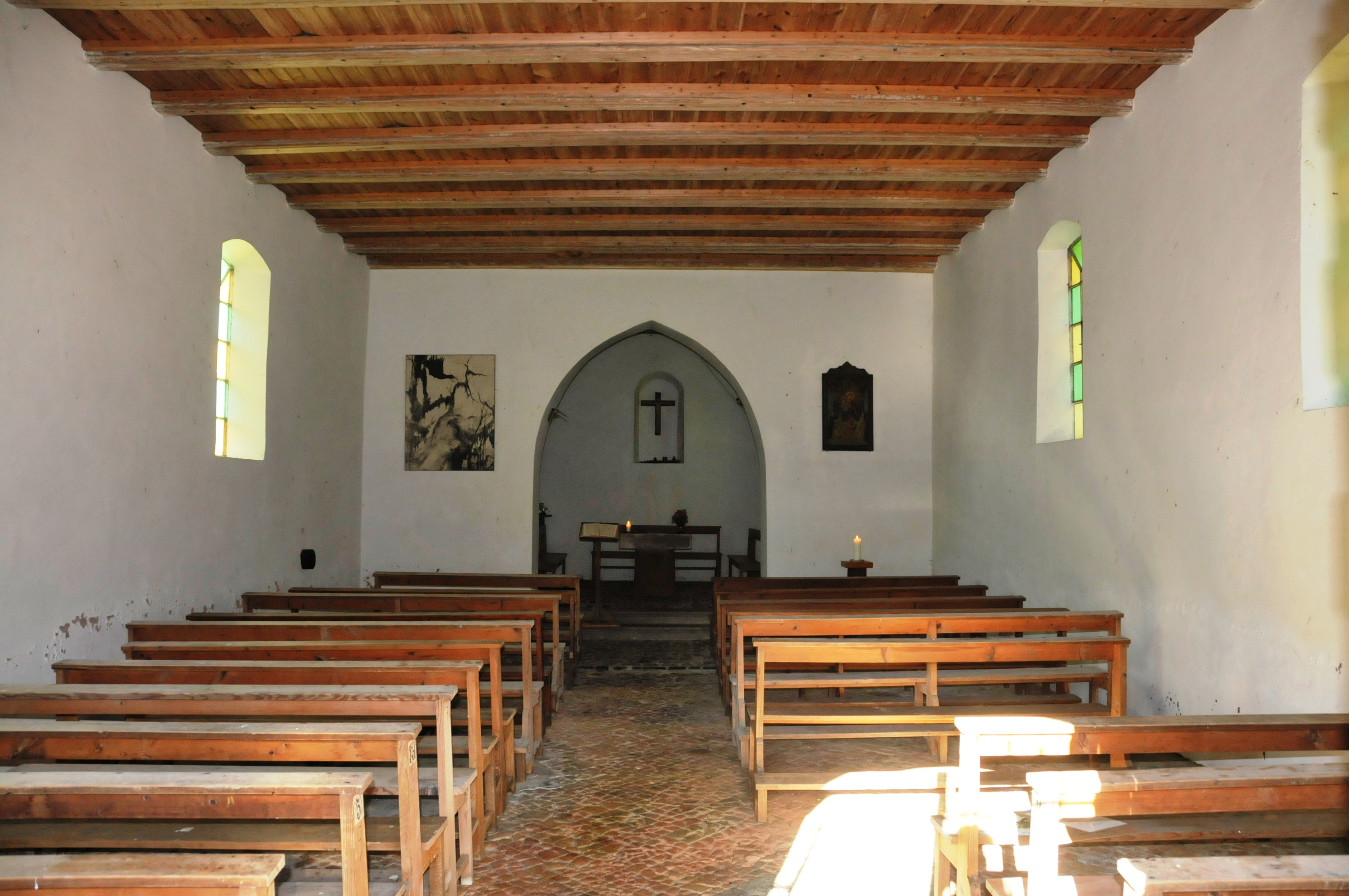
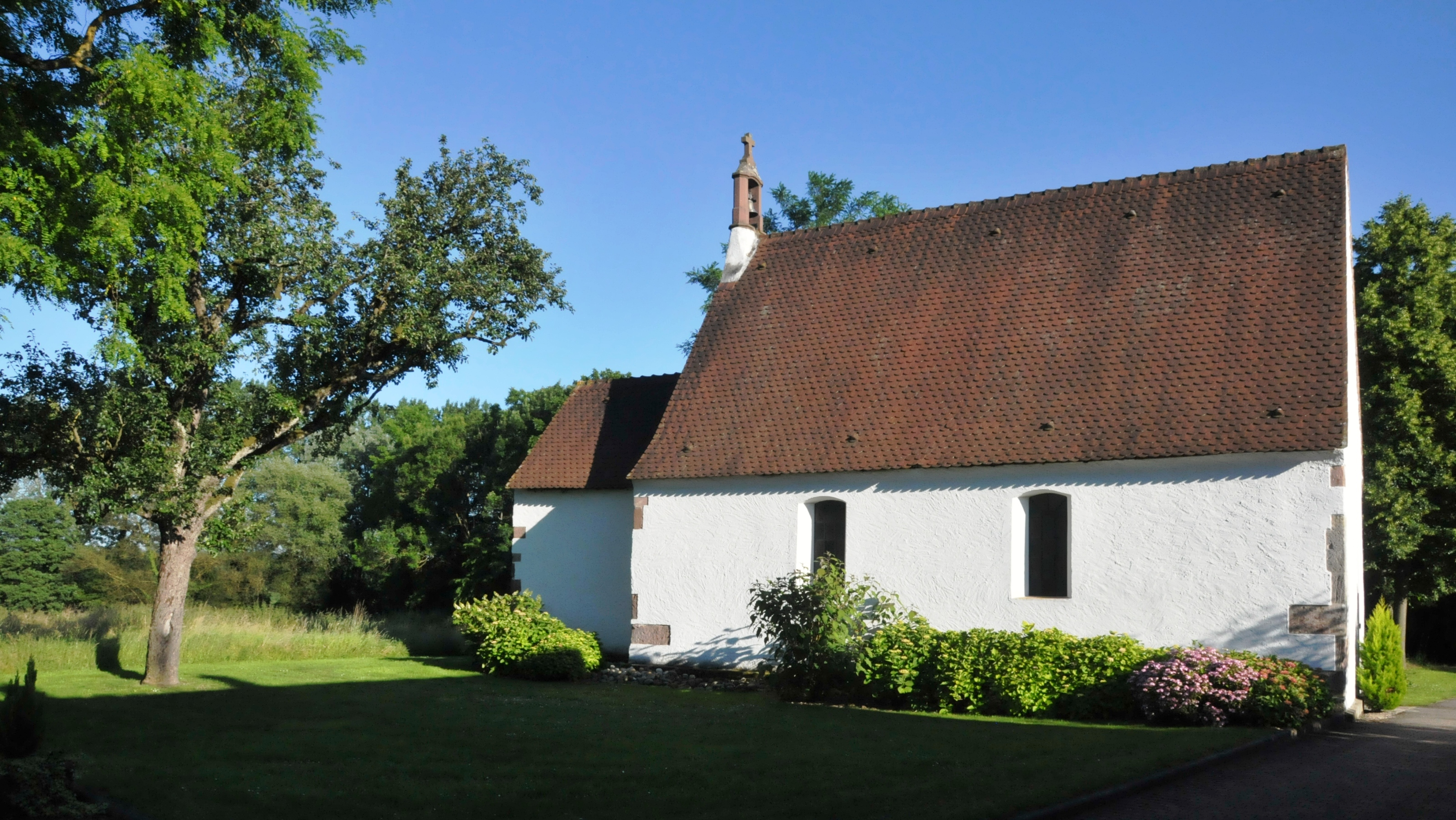
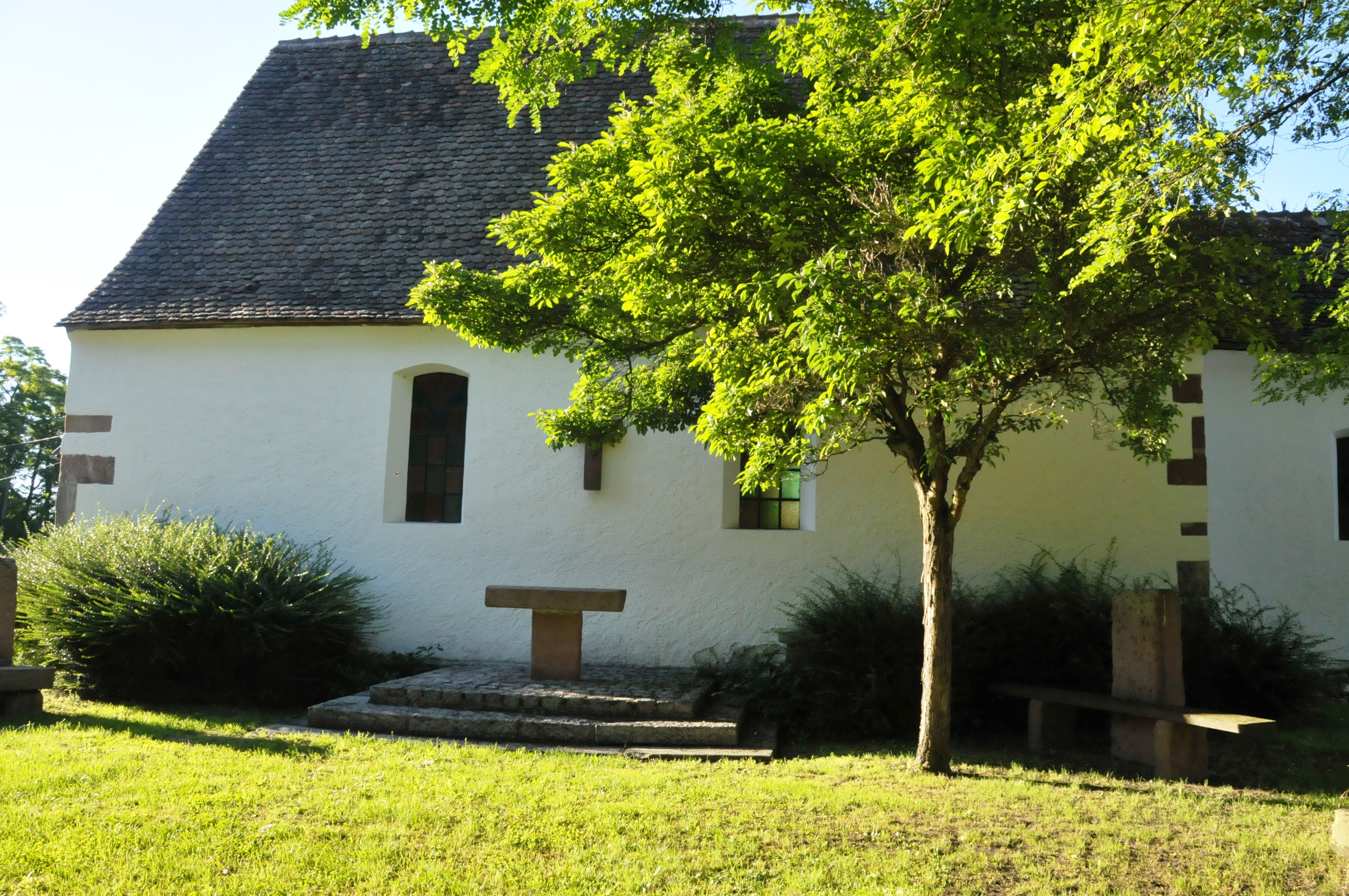

## Staustufe
Auf der Gemarkung von Marckolsheim befindet sich eine Staustufe des Rheinseitenkanals mit Schleuse, die jährlich von etwa 20.000 Schiffen passiert wird, und dem Wasserkraftwerk Marckolsheim der Électricité de France (EDF), das seit 1961 besteht und jährlich mehr als 800 Millionen Kilowattstunden elektrischen Strom erzeugt. Hier befindet sich auch ein Grenzübergang nach Deutschland über die Rheinbrücke Sasbach–Marckolsheim ins benachbarte Sasbach am Kaiserstuhl.

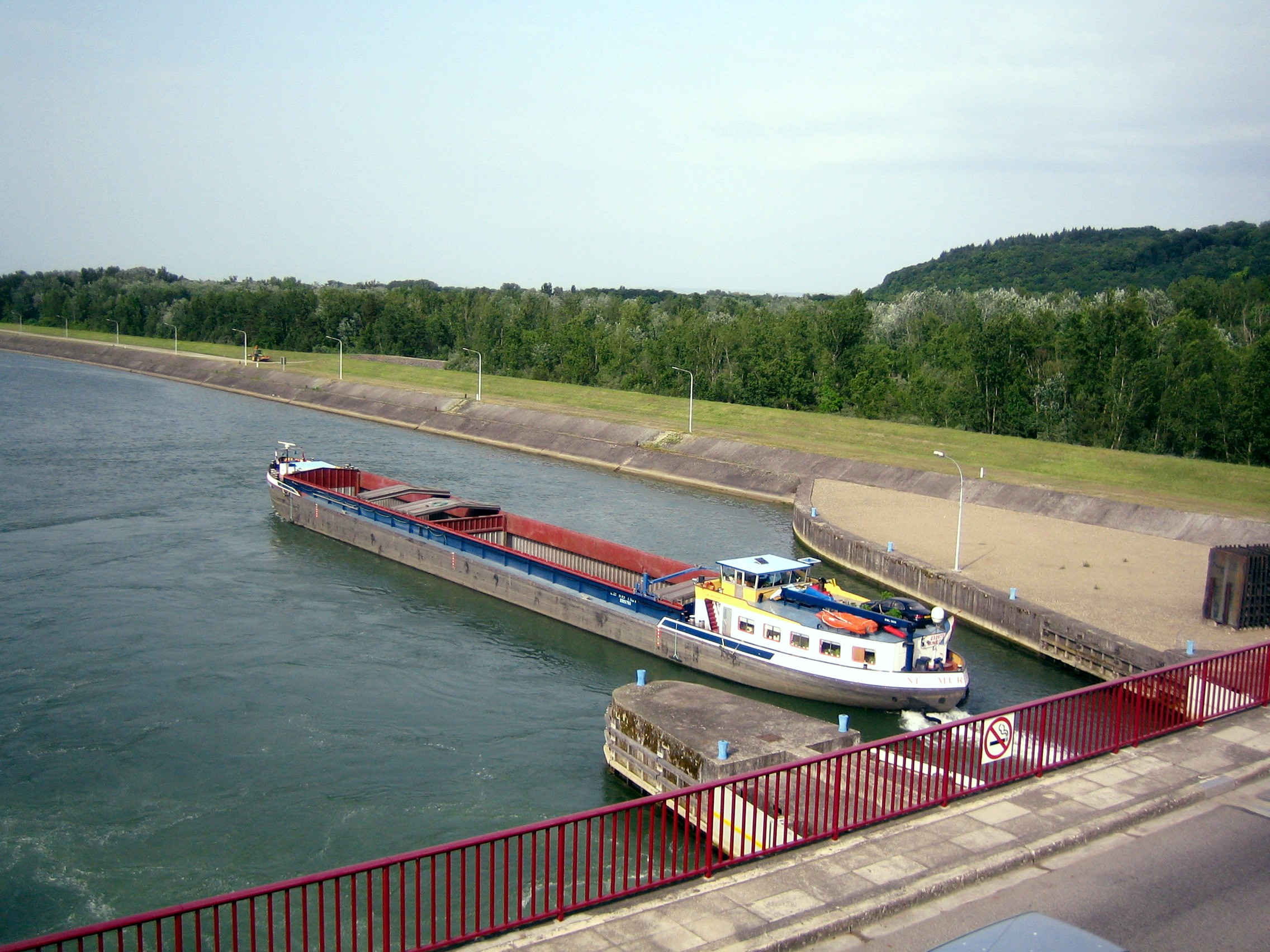
Staustufe
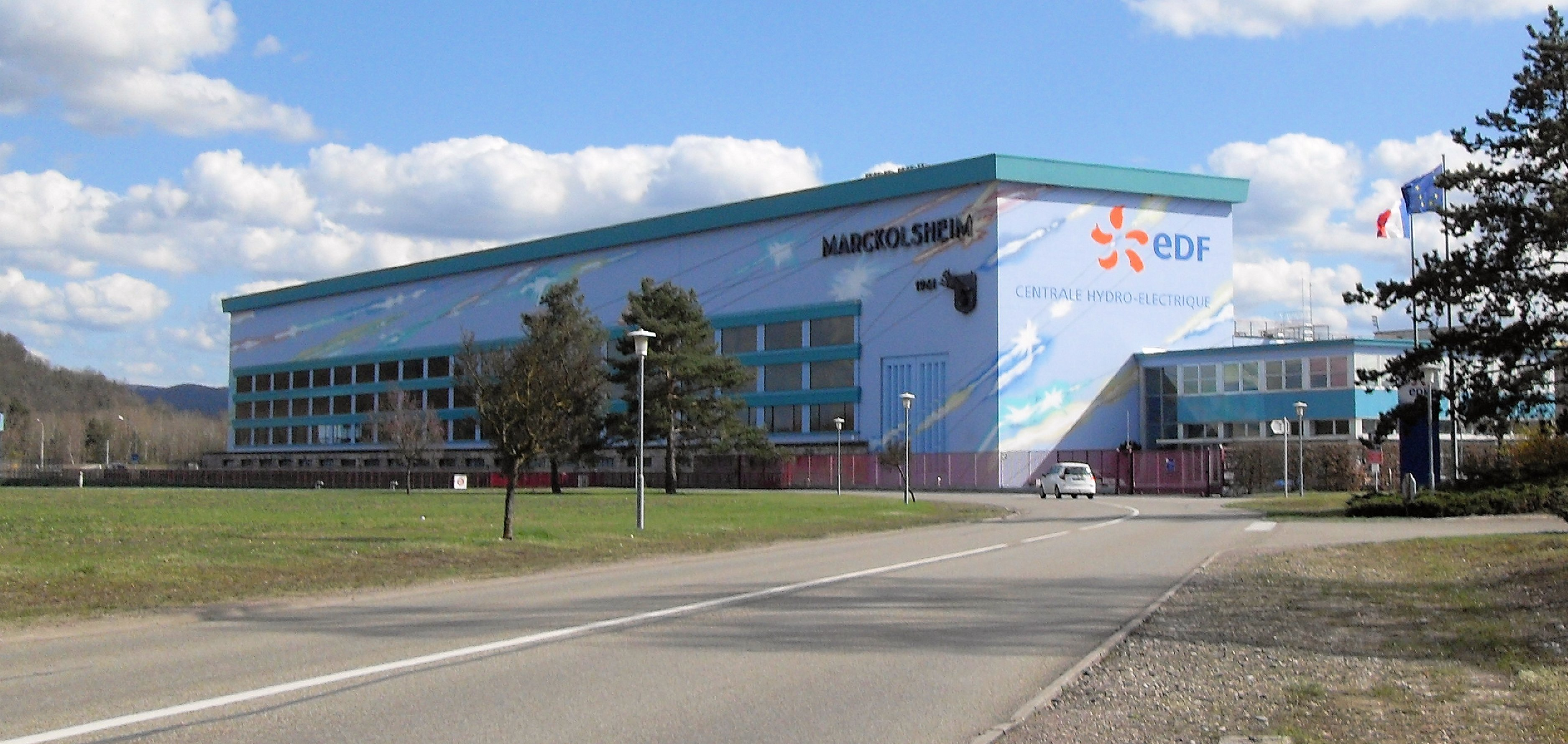
Wasserkraftwerk von Land (F)
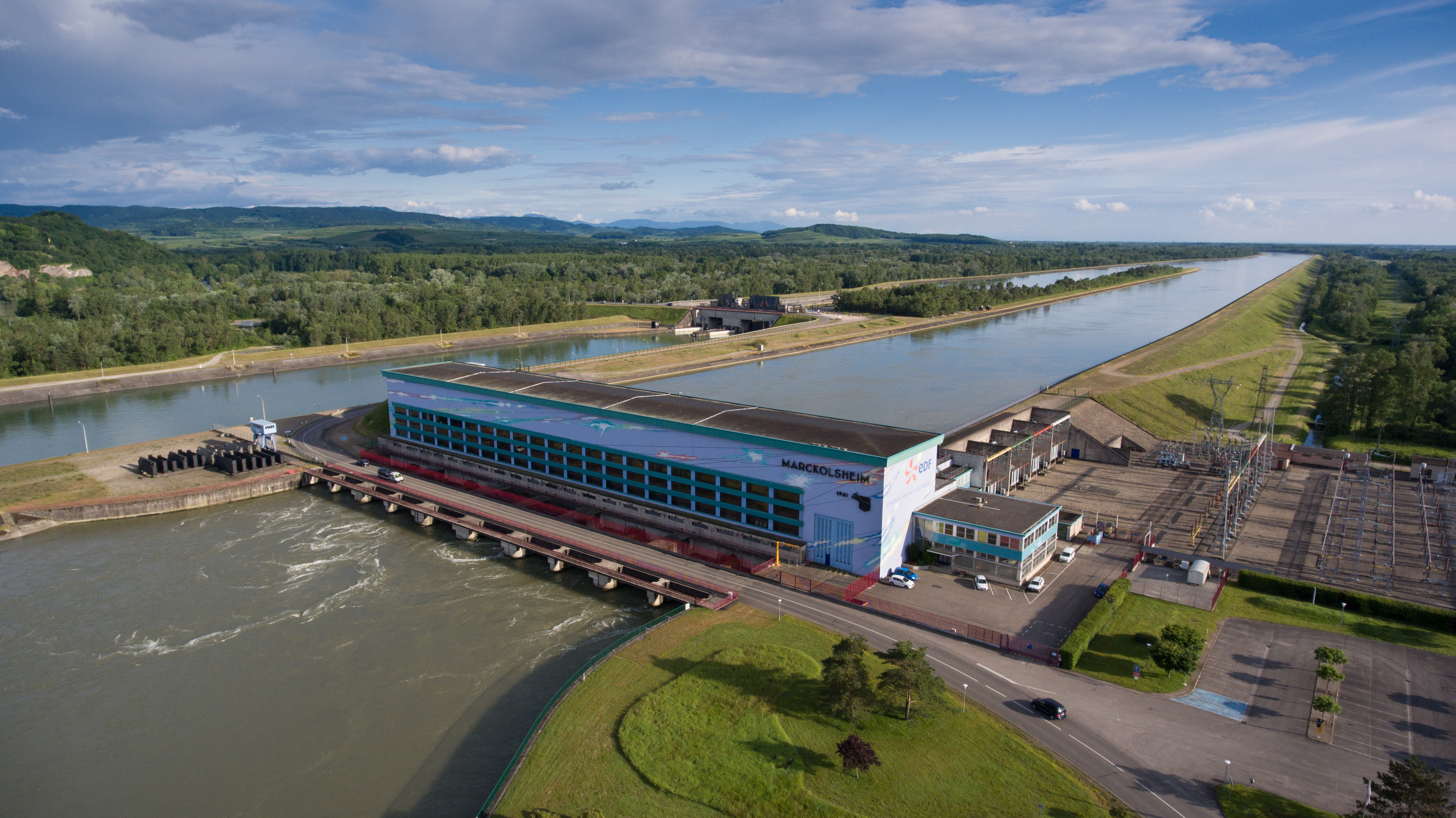
Wasserkraftwerk aus der Luft
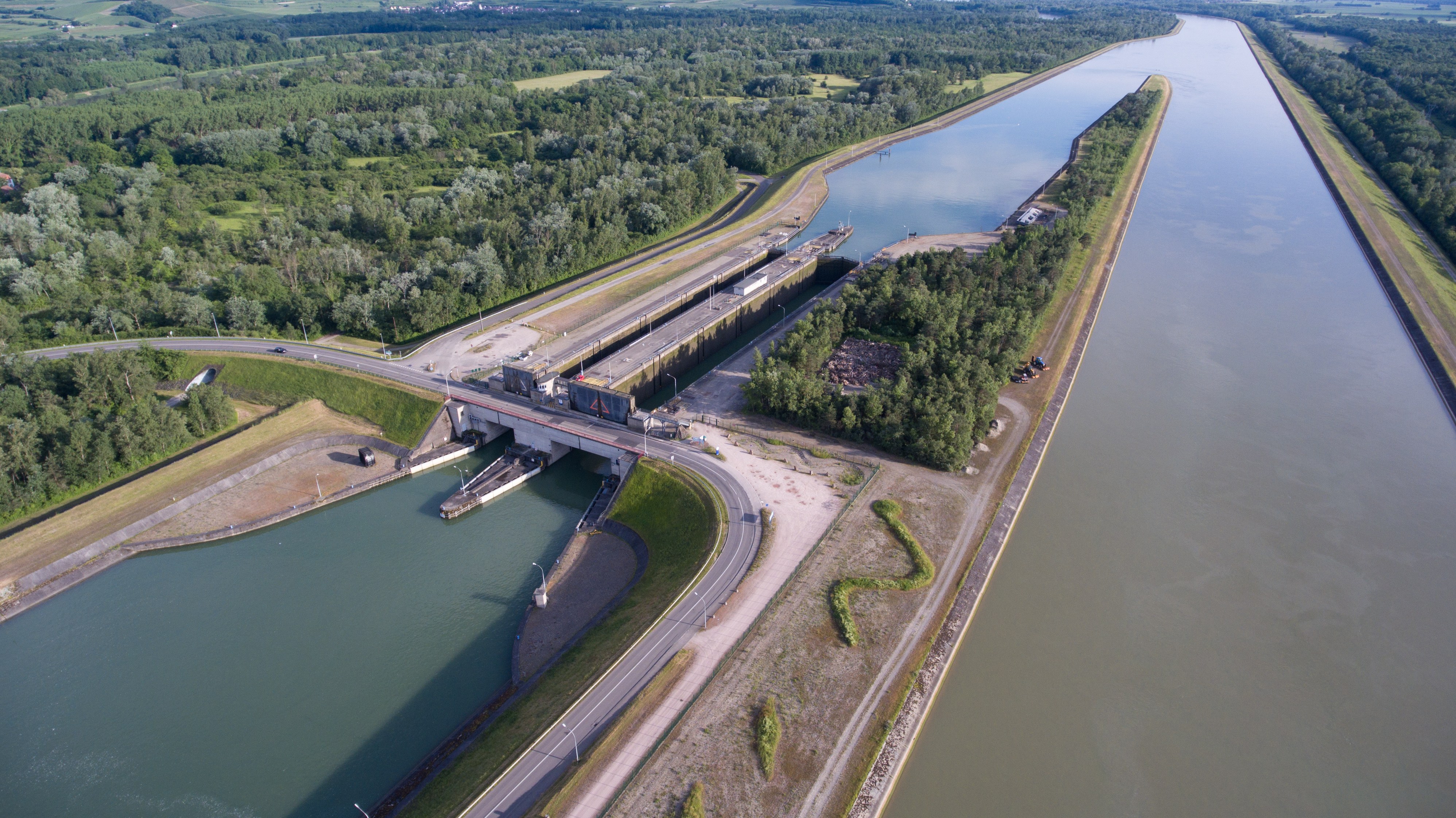
Schleuse

## Gemeindepartnerschaften
Marckolsheim hat 1988 eine Partnerschaft mit der französischen Gemeinde Le Bugue in Aquitanien geschlossen in Erinnerung an die Evakuierung eines Teils der Bevölkerung zu Beginn des Zweiten Weltkriegs.